# أليكساندر نافارو
أليكساندر نافارو (بالفرنسية: Alexandre Navarro)‏ هو عازف قيثارة فرنسي، ولد في 27 أغسطس 1974 في بوردو في فرنسا.

## وصلات خارجية
- أليكساندر نافارو على موقع ميوزك برينز (الإنجليزية)
- أليكساندر نافارو على موقع ديسكوغز (الإنجليزية)
- الموقع الرسمي